# Római népgyűlések
A római népgyűlések a király majd később valamely magistratus hívására gyűltek össze. Önálló törvénykezdeményező joguk nem volt, csak a magistrátusok által eléjük terjesztett ügyekben dönthettek. Összehívásuk módja szerint az idők során több formájuk alakult ki. Legnagyobb szerepük a Római Köztársaság idején volt. A principatus idején minden szerepüket elvesztették, szerepüket a princeps és a senatus vette át.

## Az egyes népgyűlések

### Comitia curiata
A hagyomány szerint már Romulus létrehozta a curiákat, valójában nem ismerjük keletkezésük idejét. Az egyes curiákban néhány nemzetség (gens) egyesült, s komoly szerepet játszottak a közéletben. A királyság korában a 30 curia 3 tribusba (törzs tkp. harmad) tömörült. A curiák alapján szervezett népgyűlés volt a comitia curiata, amin egy consul vagy egy praetor elnökölt. Ez a népgyűlés döntött családjogi ügyekben, ha a családfő férfi örökösök nélkül halt meg, itt vitatták meg a közügyeket és erősítették meg a fő tisztségviselőket (magistratus) hivatalukban, ami ekkor a consul(oka)t jelentette. A comitia curiata hatalma közvetlenül a királyság bukása utáni években volt a legnagyobb.
Miután a curiák és így a népgyűlés vérségi, családszövetségi, patrónusi rendszer alapján szerveződött, a vezető családoknak, a patriciusoknak döntő befolyása volt benne, hiszen mindegyikük a nekik engedelmeskedő nemzetségek nevében lépett fel. Az i. e. 5. században a plebeiusok azután elérték a területi alapon szerveződő tribusok alapján szerveződő új népgyűlés (comitia tributa) megszervezését, s ekkortól a comitia curiata jelentősége megcsappant politikai ügyekben, s családjogi, valamint bizonyos vallási ügyekre korlátozódott (pl. bizonyos papok megválasztása). A köztársaság idején már kevés olyan gens maradt, amit egykor a curiákba besoroltak, ezért ilyenkor a nemzetségeket már egy-egy lictor képviselte. A curiata formálisan megerősítette a magistratusok választását, és ő ruházta fel őket imperiummal, ami nélkül a magistratus hatalma korlátozottnak számított.

### Concilia plebis
A plebeiusok a hagyomány szerint i. e. 497-ben érték el első sikerüket. A Rómából való első kivonulás után létrehozták saját intézményeiket. Felépítették kultuszközpontjukat, a Ceres-templomot élén az aedilisszel, (aedes a.m. templom), rendszeresen összegyűltek saját népgyűlésükön, ez volt a concilia plebis, ahol saját határozatokat (plebiscitum) hoztak és a patrícius consulok mintájára saját vezetőt, néptribunusokat (tribuni plebis) választottak, akik számára szent esküvel sérthetetlenséget fogadtak.
Ugyanúgy tribusonként gyűlt össze, mint a hatására létrejövő comitia tributa. Határozatai eleinte csak a plebejusokra vonatkoztak, de i. e. 287-ben a lex Hortensia általános érvényűvé tette a határozataikat. Az i. e. 3. századtól a római törvényhozás a plebiscitumokra épült.

### Comitia tributa
A plebejusok második sikerüket azzal érték el, hogy az i. e. 5. század első felében kikényszerítették egy új tribusbeosztás kialakítását, a régi vérségi helyett területi alapon. A város terjeszkedésével a 4 tulajdonképpeni városi tribus száma a környék megszervezésével az i. e. 3. századra 35-re emelkedett. Ezen új alapokon hozták létre az új népgyűlést, amin patríciusok és plebejusok együtt vettek részt, mint a comitia curiatán, de itt a patríciusok nem tudtak a nekik engedelmeskedő nemzetség élén fellépni a területi alapú részvétel miatt. Ezért megnőtt a plebejusok befolyása.
A comitia tributa választotta ekkor a patríciusi magistratusokat, köztük az új aedilis curulisokat, a plebejusok megfelelő tisztségviselői mintájára, akiknek neve ezentúl aedilis plebis volt, valamint a quaestorokat. Egy consul vagy praetor, néha egy aedilis curulis elnökletével működött, törvényeket hozhatott olyan ügyekben, amelyek nem a comitia centuriata hatáskörébe tartoztak. A döntéshez bármely 18 tribus szavazata kellett. Kisebb bírósági ügyekben is eljárt.

### Comitia centuriata
A plebejusok harmadik sikerét, a tizenkét táblás törvények megalkotását követő időszakban jött létre az újabb népgyűlés, a comitia centuriata. Ehhez a népességet vagyoni osztályokba (classis) sorolták, s ezeken belül összesen 193 centuriát hoztak létre, amelyből 18 volt a vezető réteg, a patriciusok (lovagok és a tőlük később elkülönülő senatorok) centuriáinak száma, s 80 a leggazdagabb plebejusok első osztályáénak (prima classis). Így a patríciusok és gazdag plebejusok összesen 98 centuriája - miután a comitia centuriatában centuriánként szavaztak - mindig többséget biztosított nekik a szegényebbek és a nincstelenek összesen 95 centuriájával szemben. Utóbbiakat, a proletariusokat egyetlen centuriába osztották be. A classis alapú beosztás elsősorban a hadszervezést szolgálta, mindenkinek vagyona szerint kellett a hadsereg anyagi terheit (saját fegyvereit) viselnie, s ehhez igazították az egyes csoportok politikai befolyását.
Ez a gyűlés is igen konzervatív volt tehát, amit tovább fokozott, hogy az classisokon belül az idősebbek (seniores) ugyanannyi centuriával rendelkeztek, mint a fiatalabbak (iuniores), viszont megtörte a patríciusok egyeduralmát, a gazdag plebejusoknak igen erős befolyást biztosítva, amit csak az korlátozott kezdetben igen jelentősen, hogy a legtöbb tisztségre kizárólag patríciusok voltak választhatók. De a plebejusok legalább kiválaszthatták közülük a nekik kicsit - a patríciusok rendi öntudata és összetartása igen erős volt - megfelelőbbet.
A comitia centuriata volt a Római Köztársaság legfontosabb törvényhozó népgyűlése a második pun háborúig, itt választották a legfontosabb magistratusokat, az imperiummal rendelkező consulokat és praetorokat, valamint a legtekintélyesebbnek számító, de imperiummal nem rendelkező censorokat. Mindig a város megszentelt határán kívül hívták össze, rendszerint a Mars-mezőn, egy consul vagy egy praetor elnökletével. Végig megtartotta jogát a háború és béke kinyilvánítására, a consulok és praetorok által javasolt törvények elfogadására vagy elvetésére, valamint bizonyos főbenjáró bűnök esetén a bíróság kijelölésére, valamint hogy döntsön a néphez való fellebbezés tárgyában.

### Comitia calata
A comitia calata a legrégebbi népgyűlés, eredetéről nagyon keveset tudunk, teljes szerepe sokat vitatott.
Lehet comitia curiata vagy comitia centuriata, amin a pontifex maximus elnököl.
A források szerint bizonyos papokat iktatott be (rex sacrorum, flamen) ill. megválasztotta a Vesta-szüzeket.
Szerepe lehetett az öröklésben és a gyermekek adoptálásában, törvényhozó és politikai szerepe nem volt. Évente kétszer hívták össze.